# Communautarisme (concept politique)
Pour les articles homonymes, voir Communautarisme.
Le nom « communautarisme », en politique, peut avoir plusieurs sens.
Dans son sens premier, il désigne une philosophie politique qui met l'accent sur le lien entre l'individu et la communauté. Le nom de « communautarianisme » est parfois préféré à « communautarisme » dans ce sens, et ses défenseurs, comme Charles Taylor ou Michael Sandel, sont alors dits « communautariens »
.
Cette philosophie est fondée sur la conviction que l'identité sociale et la personnalité d'une personne sont largement façonnées par les relations communautaires, un degré de développement plus faible étant placé sur l'individualisme.
Bien que la communauté puisse être une simple famille, le communautarisme est généralement compris, au sens philosophique plus large, comme un ensemble d'interactions, au sein d'une communauté de personnes dans un lieu donné (emplacement géographique), ou au sein d'une communauté qui partage un intérêt ou qui partage une histoire
.
Le communautarisme s'oppose généralement aux formes d'individualisme qu'elle juge trop extrêmes, ou bien à la notion d'individualisme dans son ensemble[pas clair]. 
Dans des débats politiques francophones, le terme « communautarisme » désigne souvent la tendance au repli, réelle ou supposée, d'une communauté culturelle, ethnique, religieuse ou sociale.
Une telle tendance[Quoi ?] conduirait ainsi les communautés concernées à réduire leurs échanges avec le reste de la société et entrainerait des dissociations et des incompréhensions entre cette communauté et le reste de la société. L'usage du terme dans ce sens n'est pas reconnu par la sociologie ou par les sciences sociales en général, qui considèrent qu'il s'agit d'une catégorie du débat public et médiatique plutôt que d'une conception défendue et mise en pratique par des individus ou des groupes sociaux.

## Étymologie
Le nom « communauté » et ses dérivés viennent du latin « communis », composé de la préposition « cum », « avec, ensemble » et du substantif « munus », « charge, problème, dette ».
Le « communautarisme » est donc « le fait d'affronter ensemble des charges », et, par différence, un groupe d'individus qui ont un même trait (religieux, culturel, ethnique, linguistique ou idéologique) que n'ont pas les individus extérieurs à ce groupe.

## Communautariste ou communautarien
Les communautaristes et les communautariens n'ont pas les mêmes conceptions politiques. En anglais, il existe deux sens au mot communautarian. On ne le retrouve pas en français. Il est fréquent de séparer en communautariste et communautarien.
Les communautaristes voient les droits des individus d'abord comme des droits collectifs liés à l'appartenance à une communauté. C'est le sens souvent retenu en France. Charles Taylor précise « Il renvoie plutôt aux communautés qui existent à l'intérieur d'un pays, les communautés culturelles, comme on les appelle au Québec ». Ils peuvent revendiquer des droits différents justifiés par l'appartenance à une communauté (droit de régler les problèmes selon des lois propres, de manifester une appartenance religieuse…).
Les communautariens sont un courant qui s'oppose au libéralisme politique. Ils refusent l'atomisme des libéraux. C'est-à-dire les comportements individuels organisés uniquement par des lois. Les communautariens vont préférer le bien au juste. Ils pensent qu'un ensemble de valeurs doit être donné par la communauté et que l'individu est fait pour vivre en communauté. Ils rejoignent Karl Marx lorsqu'il disait « c'est seulement dans la communauté que la liberté est possible ». Les principaux porteurs de ce courant sont Charles Taylor, Michael Walzer ou Michael Sandel. Certains communautariens se définissent aussi comme des libéraux communautariens. John Rawls, auteur de la théorie de la justice, finira par admettre que la vie sociale suppose une adhésion commune à des valeurs. Comme l'explique Charles Taylor « On peut être communautarian, au sens où l'est par exemple le sociologue américain Amitai Etzioni, et cela équivaut pratiquement au républicanisme français. C'est une philosophie de la communauté nationale envers laquelle ses membres ont des responsabilités et des devoirs ».

## Définition
Arrêt sur images indique que si « le terme apparaît ponctuellement et dans des usages très variés » à partir de la fin du XIXe siècle, « c'est à partir de 1989, année de la première affaire du foulard islamique à Creil (Oise) qu'il se stabilise comme catégorie péjorative ciblant particulièrement l'islam » en France. Le terme intègre Le Petit Larousse en 1997.
Selon Pierre-André Taguieff :

« Le communautarisme est défini par ses critiques comme un projet sociopolitique visant à soumettre les membres d'un groupe défini aux normes supposées propres à ce groupe, à telle communauté, bref à contrôler les opinions, les croyances, les comportements de ceux qui appartiennent en principe à cette communauté. »

En France, le terme s'emploierait de manière péjorative et généralement idéologique pour désigner une sorte de menace qui pèserait sur la nation et les droits de l'homme, et qu'on oppose de façon équivoque autant au républicanisme qu'à la laïcité, au nationalisme, à l'universalisme ou à l'individualisme.
Gil Delannoi, chercheur au CEVIPOF, le définit ainsi :

« Si le nationalisme est une obsession de la Nation, le communautarisme est une obsession de la communauté. »

Selon Marwan Mohammed, sociologue au CNRS et coauteur du livre Communautarisme?, « le terme communautarisme vise moins à décrire qu’à prescrire des normes et des codes de conduite au nom de l’injonction à l’assimilation, et proscrire des pratiques et des demandes publiques de la part de groupes dont les singularités sont construites comme une menace pour la cohésion sociale ».
Dans le rapport de 2004 de la direction centrale des Renseignements généraux sur les « quartiers sensibles surveillés », le « repli communautaire » est évalué à partir de huit critères : un nombre important de familles d’origine immigrée, « pratiquant parfois la polygamie » ; un « tissu associatif communautaire » ; la « présence de commerces ethniques » ; la « multiplication des lieux de culte musulman » ; le port d’« habits orientaux et religieux » ; les graffitis « antisémites et anti-occidentaux » ; l’existence, au sein des écoles, de primo-arrivants ne parlant pas français ; la « difficulté à maintenir une présence de Français d’origine ».

## Dans le débat public français
Selon Fabrice Dhume, dans la presse française, avant 1994, « seules 2 dépêches par an, en moyenne, comprennent au moins l’un des termes “communautarisme/ste”, “communautarisation”, ou “communautarien(ne)” ». Entre 1994 et 1995, la fréquence dans les dépêches AFP est multipliée par 15 ; puis entre 2001 et 2002, la moyenne annuelle est encore multipliée par 7. L'année 1995 correspond à l'affaire Khaled Kelkal et l'année 2001 aux attentats du World Trade Center à New York. Dans ces deux cas, la notion de “communautarisme” est liée à la réalité du terrorisme islamiste. Selon ce chercheur, si le terme est au départ surtout appliqué à des musulmans, il est rapidement appliqué dans certains discours politiques et médiatiques également à d'autres situations et d'autres communautés (noires, asiatiques, etc.), mais quasiment toujours dans un sens péjoratif. Fabrice Dhume estime que ce concept se développe « dans un contexte où s’impose le paradigme de l’intégration, à travers lequel la France entendrait affirmer le modèle français, en s’imaginant un adversaire dans le modèle anglo-saxon »,.
Jusqu'alors appliqué à la situation du Liban, le terme est notamment importé en France en 1989 par plusieurs figures avant d'être progressivement repris par les titres de presse :
- le politologue Gilles Kepel, qui appelle à « favoriser l’intégration » face à des « groupes qu’on pourrait appeler piétistes ou communautaristes » ;
- l’historien orientaliste Maxime Rodinson, qui alerte dans une tribune, à la suite de la première affaire du foulard de Creil, quant au risque d’une « France libanisée » par « le glissement de l’État unitaire vers l’État fédération de communautés » ;
- la philosophe Élisabeth de Fontenay, qui accuse Lionel Jospin, ministre de l'Éducation nationale, du crime d'« idéologie communautariste »[6].

Selon la sociologue Sylvie Tissot, le rapport de la direction centrale des Renseignements généraux de juillet 2004 sur les « quartiers sensibles surveillés » constitue un moment important de sa diffusion dans les médias. Selon Arrêt sur images qui s'appuie sur le sociologue Fabrice Dhume, « ce n'est qu'en 2005, à l'issue d'une année dominée par les débats sur la loi sur les signes religieux à l'école, que la rhétorique anti-communautaire se répand réellement dans le débat public ». Fabrice Dhume indique que « son occurrence comme mot clé sur le moteur de recherche Internet Google est passée de 91 100 au 3 mai 2005 à 634 000 au 30 mars 2006, et 1 030 000 au 3 mai 2007 ». Pour ce chercheur, communautarisme est un « mot du « groupe majoritaire » parlant au nom d’un « nous » et se jugeant légitime pour dénier la parole et l’expression politique des groupes minorés perçus comme porteurs de revendications archaïques et infra-politiques vis-à-vis de l’État-nation français. Le discours dénonciateur du communautarisme porte une lecture catastrophiste et présente l’école, la société française et de manière générale la République (voire l’Europe ou l’Occident) comme des citadelles assiégées par des ennemis de l’intérieur et de l’extérieur. Ce discours nationaliste autorise ainsi un « racisme rendu comme respectable » (p. 78) ». Selon lui, c'est devenu en France « un mot-valise à forte orientation idéologique nationaliste, dont le flou permet de nombreux usages de disqualification de certains points de vue (ceux de groupes minorisés). Le terme relève du champ de la rhétorique publique et sert étrangement peu à qualifier des faits, pour la raison simple qu’il les disqualifie d’emblée ».
À l'approche des élections municipales de 2020, la préparation de « listes communautaires », venant notamment de l'Union des démocrates musulmans français dans une cinquantaine de communes, suscite une polémique dans la classe politique et dans les médias. Xavier Bertrand (Les Républicains), président du conseil régional des Hauts-de-France, demande leur interdiction. En octobre 2019, Emmanuel Macron annonce qu'il sera « intraitable » dans sa « lutte contre le communautarisme », évoquant « des mesures d'interdiction » pouvant consister à « dissoudre parfois certaines associations encore davantage, interdire certaines pratiques qui se sont installées et qui ne sont pas conformes aux lois de la République ». Il reçoit alors à l'Élysée les responsables du Conseil français du culte musulman pour les exhorter à « combattre, au côté de l'État, le communautarisme et l'islamisme ». L'universitaire Philippe Corcuff relève qu'à partir de l'intervention d'Emmanuel Macron devant les députés de La République en marche le 11 février 2020, « le terme « séparatisme » tendra à remplacer celui de « communautarisme » » dans le débat public, notion empruntée selon lui, dans un sens ethno-culturel, à Christophe Guilluy qui l'utilise dans son livre Fractures françaises de 2010.

## Différents communautarismes

### Argumentation
Selon les adversaires du communautarisme[Qui ?] les droits d’un individu risquent de devenir différents en fonction de son appartenance à telle ou telle communauté, fondée sur une religion, une ethnie ou une communauté linguistique.
Pour les républicains[Qui ?], le communautarisme remet en cause l’espace public neutre, et empêche l’individu de se définir ou de se redéfinir : une fois membre d’une communauté, il devient difficile d’en sortir (par exemple, le Conseil français du culte musulman (CFCM), sous la pression de l'Union des organisations islamiques de France (UOIF), refuse d’accepter le droit à changer de religion pour les musulmans, et préfère que ne soit cité dans la charte, que la référence aux droits de l'homme et non à la seule liberté de changer de religion car cela accréditerait l'idée qu'il y ait quelque chose en islam qui limite cette liberté[réf. obsolète]).

### Communautarisme et communautés
Il convient de distinguer le communautarisme des communautés. Cette distinction est faite par le CEVIPOF dans un article « autour du communautarisme » où ce dernier se dénote par sa fermeture et son emprise sur les parties de la communauté.
Ainsi, Cyprien Avenel dans « sociologie des quartiers sensibles » considère que sont considérées souvent à tort comme communautaires des personnes issues de l'immigration où enfants d'immigrés. Il démontre que « plus on est pauvre, plus on est isolé socialement et plus l'univers de sociabilité se ferme au lieu de résidence ». Il parle alors de « sociabilité contrainte » pour expliquer la tendance en particulier des « jeunes de quartier » à rester ensemble. En réalité, bien qu'englobés de façon très large comme « communauté arabo-musulmane » ou « immigrés », ces groupes sont très hétérogènes, que ce soit dans leur façon de vivre l'islam (la majorité des 2e générations n'étant pas pratiquante) ou encore dans leurs origines et trajectoires sociales.
Si Isaiah Berlin défend une théorie où dans le cas où deux cultures se rencontrent, soit l'une cède le pas à l'autre (assimilation) soit les deux fusionnent (intégration), Gil Delannoi ajoute l'hypothèse négative : celle de la perte de la culture d'origine sans adhésion à la nouvelle culture. La ségrégation spatiale des couches populaires issues de l'immigration et les diverses discriminations (au faciès, à l'embauche, etc.) les confinant dans un espace de sociabilité réduit, ils ne peuvent accéder à la culture française, et en même temps, pour les enfants nés en France de parents immigrés, ils n'ont plus que des restes lointains de la culture de leurs parents.

### Anticommunautarisme européen
En septembre 2006, le terme a été employé dans un article du Figaro.fr pour désigner l'attitude, jugée hostile par la Commission européenne, du gouvernement allemand d'Angela Merkel à l'égard des institutions européennes. Au niveau d'une communauté de pays, comme l'Union européenne, le terme peut être employé pour désigner une attitude ou une politique hostile à l'égard de cette communauté ou de ses institutions. Certains inversent le terme en présentant par exemple les défenseurs de la Communauté européenne comme communautaristes auxquels s'opposent les souverainistes, en fait plus repliés sur leur communauté nationale.

### Québec et Canada
Le communautarisme au Québec s'apparente beaucoup plus au communautarisme américain qu'au communautarisme français et se fonde sur un concept socio-ethnolinguistique. Il est presque exclusivement associé aux regroupements issus de l'immigration (Italo-Québécois, Haïtiano-Québécois, Arméno-Québécois ou Irlando-québécois) incluant les Anglo-Québécois, qui sont également considérés comme une communauté historique (peuples fondateurs). En général, le terme de communautarisme ne s'applique pas aux autochtones du Québec. On va plutôt parler de « communauté autochtone » pour définir une population spécifique dans un territoire donné (réserve ou établissement). Le facteur social n'étant pas nécessairement pris en compte.
L'équivalent québécois des débats français sur le communautarisme (question de l'intégration des immigrants) tourne plutôt autour de la politique fédérale de multiculturalisme.

### États-Unis
Le mot serait apparu aux États-Unis dans les années 1980[réf. nécessaire]. Cependant, selon le militant contre le racisme Louis-Georges Tin, le mot y serait très peu utilisé, mis à part dans les milieux ultraconservateurs. En revanche, le terme de communauté est omniprésent dans le discours public comme dans le discours privé, que ce soit pour désigner une localité ou une petite ville, ou pour désigner un groupe humain. Dans ce cas précis, l'appartenance à une communauté se caractérise principalement par rapport à une différence extérieure par rapport à la majorité, d'où l'usage du terme pour les communautés LGBT, noire, hispanique, asiatique, chrétienne, juive, ou encore musulmane.

## Critique du terme
Le terme a été critiqué, notamment par Pierre-André Taguieff, pour son usage jugé tendancieux pouvant servir à légitimer un discours raciste : « le « communautariste », c’est toujours l’autre. Et l’autre, c’est une figure pathologique composite qui, lorsqu’elle fait l’objet de passions intellectualisées, est construite par les anti-communautaristes déclarés avec les attributs d’intolérance, de fermeture sur soi, d’ethnocentrisme, voire de xénophobie ». Selon le sociologue Fabrice Dhume, l'usage de ce mot révèle une forme subtile de nationalisme : il sous-entend que la seule communauté valable serait pour lui, la communauté nationale, et que les autres communautés seraient une menace à l'hégémonie du groupe majoritaire et dominant.
De même selon Pierre-André Taguieff : « le « communautarisme » est d'abord un mot qui, dans le discours politique français depuis une quinzaine d'années, fonctionne ordinairement comme un opérateur d'illégitimation » et « le communautarisme est défini par ses critiques comme un projet sociopolitique visant à soumettre les membres d'un groupe défini aux normes supposées propres à ce groupe, à telle communauté, bref à contrôler les opinions, les croyances, les comportements de ceux qui appartiennent en principe à cette communauté ». Il avance ainsi : « Le terme « communautarisme » est utilisé, surtout en langue française (depuis les années 1980), pour désigner avec une intention critique toute forme d'ethnocentrisme ou de sociocentrisme, toute autocentration de groupe, impliquant une autovalorisation et une tendance à la fermeture sur soi, dans un contexte culturel dit « postmoderne » où l’« ouverture », et plus particulièrement l’« ouverture à l'autre », est fortement valorisée […] ».
Selon la sociologue Sylvie Tissot, le terme est constamment utilisé pour désigner des minorités ethniques ou religieuses, mais jamais l’entre-soi bourgeois, blanc et masculin qui structure largement le monde des décideurs économiques et politiques. Elle souligne également ce paradoxe : la « communauté » se voit « parée de toutes les vertus quand elle est nationale, et elle appelle une allégeance, un amour, un dévouement impérieux et exclusifs (un « bon communautarisme »). Elle devient suspecte dès qu’elle est régionale, sociale, sexuelle, religieuse, ou plus précisément dès que, sous ces différentes modalités, elle est minoritaire ».
Pour de nombreux militants LGBT, il est indu de reprocher aux minorités discriminées leur « communautarisme » puisqu'elles sont précisément exclues par le groupe majoritaire. Selon Yohann Roszéwitch, ex-président de SOS homophobie : « Les accusations de communautarisme sont fréquentes de la part des opposants à l'égalité des droits. Moi je n’emploie pas le terme communautarisme. ».
En 2019, Arrêt sur images relève que selon l'enquête « Trajectoires et Origines » de juillet 2013 de l'Institut national d'études démographiques, « l'endogamie religieuse (le fait de s’unir à une personne partageant la même confession) des musulmans se situe dans une fourchette semblable aux chrétiens (environ 80 %) et est légèrement supérieure à celle des athées ou des juifs ». Arrêt sur images note également que « les musulmans choisissent le plus souvent leurs amis en dehors de leur communauté religieuse, à la différence des athées, qui ont davantage tendance à se lier avec d'autres personnes sans religion ». De même, les chercheurs Marwan Mohammed et Julien Talpin affirment dans leur ouvrage Communautarisme ? (2018) que « les espaces les plus homogènes socialement ou religieusement sont les quartiers les plus huppés », et le politologue Jérôme Fourquet analyse la « sécession » des « classes favorisées » dans un rapport intitulé « 1985-2017 : quand les classes favorisées ont fait sécession », publié en février 2018 par la fondation Jean-Jaurès.